# Simon Le Bon
Simon John Charles Le Bon (Bushey, 27. listopada 1958.), britanski pjevač.
Proslavio se kao pjevač britanskog novovalnog sastava Duran Duran.

## Diskografija s Duran Duranom
- Duran Duran (1981.)
- Rio (1982.)
- Seven and the Ragged Tiger (1983.)
- Notorious (1986.)
- Big Thing (1988.)
- Liberty (1990.)
- Duran Duran (1993.)
- Thank You (1995.)
- Medazzaland (1997.)
- Pop Trash (2000.)
- Astronaut (2004.)
- Red Carpet Massacre (2007.)
- All You Need Is Now (2010.)
- Paper Gods (2015.)